# NGC 1935
NGC 1935 је емисиона маглина у сазвежђу Златна риба која се налази на NGC листи објеката дубоког неба.
Деклинација објекта је - 67° 57' 27" а ректасцензија 5h 21m 58,8s. Привидна величина (магнитуда) објекта NGC 1935 износи 10,1. NGC 1935 је још познат и под ознакама IC 2126, ESO 56-EN110, in LMC.